# Associazione Calcio Treviso 1949-1950
Questa voce raccoglie le informazioni riguardanti l''Associazione Calcio Treviso nelle competizioni ufficiali della stagione 1949-1950.

## Stagione
L'A.C. Treviso nella stagione 1949-1950 ha partecipato alla seguente competizione ufficiale: Serie C (Girone B). Classificandosi al primo posto con 52 punti, la squadra viene promossa in Serie B.

## Maglia
| Casa |

## Rosa
| N. |                   | Ruolo | Calciatore                 |
| -- | ----------------- | ----- | -------------------------- |
|    | Italia (bandiera) | P     | Silvano Moretto            |
|    | Italia (bandiera) | P     | Emilio Pozzan              |
|    | Italia (bandiera) | P     | Pierantonio Susin          |
|    | Italia (bandiera) | D     | Camillo Brunello           |
|    | Italia (bandiera) | D     | Lorenzo Chiodi (capitano)  |
|    | Italia (bandiera) | D     | Erminio Favaro             |
|    | Italia (bandiera) | D     | Antonio Mion               |
|    | Italia (bandiera) | D     | Ivone Nicoletti (capitano) |
|    | Italia (bandiera) | D     | Antonio Sari               |
|    | Italia (bandiera) | D     | Alfredo Schiavo            |
|    | Italia (bandiera) | D     | Silvio Tremonti            |
|    | Italia (bandiera) | D     | Giancarlo Zorzi            |
|    | Italia (bandiera) | C     | Odilio Renato Angelico     |

| N. |                    | Ruolo | Calciatore              |
| -- | ------------------ | ----- | ----------------------- |
|    | Italia (bandiera)  | C     | Mariano Bassetto        |
|    | Italia (bandiera)  | C     | Amorino Bearzi          |
|    | Italia (bandiera)  | C     | Giancarlo Fabrello      |
|    | Italia (bandiera)  | C     | Francesco Pantaleoni    |
|    | Italia (bandiera)  | C     | Bruno Ruzza             |
|    | Italia (bandiera)  | A     | Sergio Lodovico Bellini |
|    | Italia (bandiera)  | A     | Abramo Brunello         |
|    | Italia (bandiera)  | A     | Nereo Burattini         |
|    | Italia (bandiera)  | A     | Emilio Capri            |
|    | Italia (bandiera)  | A     | Giuseppe Giordano Persi |
|    | Italia (bandiera)  | A     | Alfredo Posocco         |
|    | Austria (bandiera) | A     | Roman Schramseis jr.    |
|    | Italia (bandiera)  | A     | Alvaro Zian (capitano)  |